# Manjerovići
Manjerovići is een plaats in de gemeente Karlovac in de Kroatische provincie Karlovac. De plaats telt 53 inwoners (2001).